# Jamaitidion jamaicense
Jamaitidion jamaicense är en spindelart som först beskrevs av Claude Lévi 1959.  Jamaitidion jamaicense ingår i släktet Jamaitidion och familjen klotspindlar.
Artens utbredningsområde är Jamaica. Inga underarter finns listade i Catalogue of Life.